# 덱스터 스튜디오
덱스터 스튜디오(영어: Dexter Studios)는 대한민국 서울특별시 마포구 상암동에 위치한 시각 효과 회사이다.